# Canal dos Ingleses
Canal dos Ingleses é uma estrutura de drenagem localizada na Serra do Lenheiro, em São João del-Rei, Minas Gerais, Brasil. Acredita-se que tenha sido construída por mineradores ingleses no século XIX, durante o auge da mineração de ouro na região.

## História
O Canal dos Ingleses é parte de um complexo de engenharia hidráulica destinado ao escoamento da água utilizada nos processos de mineração. Durante o período da exploração aurífera, especialmente sob influência de companhias estrangeiras como a Saint John d'El Rey Mining Company, diversas obras foram erguidas para facilitar a extração do ouro e levar água às betas.
A estrutura foi projetada para captar e direcionar águas pluviais e de minas para evitar alagamentos nas frentes de lavra. Acredita-se que sua construção tenha seguido técnicas avançadas de engenharia da época, refletindo o conhecimento técnico dos mineradores europeus que atuavam na região.

## Características
O canal apresenta uma extensão significativa, com trechos escavados diretamente na rocha da Serra do Lenheiro. Sua estrutura demonstra um planejamento cuidadoso, utilizando declividade e gravidade para otimizar o fluxo da água. Em alguns pontos, é possível identificar marcas de ferramentas utilizadas na escavação manual.

## Importância
O Canal dos Ingleses é um vestígio importante do período da mineração em São João del-Rei, evidenciando a presença estrangeira na exploração dos recursos naturais locais. Além disso, constitui um patrimônio histórico e arqueológico que remete às técnicas de engenharia utilizadas no século XIX.

## Conservação e Turismo
Atualmente, o canal é parte do patrimônio cultural da região e atrai estudiosos e turistas interessados na história da mineração. A Serra do Lenheiro, onde está localizado, é também um ponto de interesse ecológico e histórico, possuindo diversas trilhas e formações geológicas peculiares.